# Алан Мурхед
Алан Маккрей Мурхед (англ. Alan McCrae Moorehead; 22 липня 1910, Мельбурн, Австралія — 29 вересня 1983, Лондон, Велика Британія) — австралійський військовий кореспондент і письменник.

## Життєпис
Алан Мурхед народився у Мельбурні, Австралія. Навчання пройшов у Шотландському коледжі, бакалаврат — у Мельбурнському університеті. 1937 року перебрався до Англії, де став відомим як закордонний кореспондент лондонської газети «Daily Express». Письменник, мандрівник, біограф, есеїст, журналіст — Мурхед став одним з найуспішніших англомовних літераторів свого часу. Того ж 1937 року він одружився з Люсі Мілнер, яка вела жіночу колонку в тій самій газеті.

В ході Другої світової війни Мурхед отримав міжнародне визнання за свої репортажі і висвітлення військових кампаній на Середньому Сході та Азії, Середземномор'ї і північно-західній Європі. Був двічі відзначений у наказах начальства. Нагороджений орденом Британської імперії. Як згадував пізніше австралійський критик Клайв Джеймс: 
|  | «Мурхед був там для битв і конференцій, пройшов весь шлях від Північної Африки, Італії та Нормандії до самого кінця. Його важка але захоплива „Африканська трилогія" — досі в друку, і, цілком ймовірно, вона є найкращим прикладом характерних переваг Мурхеда як військового кореспондента. Він здатний розвинути окремий епізод, щоб врахувати його глобальні наслідки. Його стиль висвітлення подій був всесвітньо відомим і залишився гарним. У бойовій обстановці він був значно кращим репортером, ніж його друг Ернест Хемінгуей». |

Біографії Монтгомері, написаній Мурхедом 1946 року, Джеймс також дає високу оцінку: «Мурхед зміг помітити… …що Ейзенхауер перевершував Монтгомері і за характером і за судженнями».

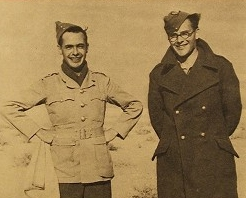
Алан Мурхед (ліворуч) і Александр Кліффорд (праворуч) під час Північноафриканської кампанії

1956 року його робота «Gallipoli» (у російському перекладі «Борьба за Дарданеллы») про катастрофічну військову кампанію Першої світової війни отримала захоплені відгуки сучасників, хоча й засуджувалася пізніше британським істориком Робертом Роудсом Джеймсом, що спеціалізувався на Галліполійській операції, як «дуже неповна і жахливо переоцінена». Проте, в Англії книга Мурхеда отримала 1000-фунтову премію від «The Sunday Times» і золоту медаль премії Даффа-Купера — ставши таким чином першим володарем цієї нагороди.
1966 році Мурхед, його дружина, молодший син і дочка здійснили сімейну поїздку до Австралії. Згодом ці візити стали щорічними. Там 1969 року він закінчив сценарій до телефільму до рукопису «Дарвін і „Бігль“», але перш ніж книгу було опубліковано, сталася трагедія. В грудні того ж року він потрапив у Вестмінстерський шпиталь Лондона зі скаргами на головні болі, де ангіограма прискорила розвиток широкого інсульту. В ході подальшої операції сталося пошкодження головного мозку, що зачепило комунікативні нерви. У 56 років Мурхед, людина з винятковими здібностями виражати і доносити свої думки, втратив здатність говорити, читати і писати.
Зусиллями дружини письменника, Люсі, його творчість продовжилася «Дарвін і „Бігль“», видана 1969 року, вийшла багато ілюстрованою книжкою. А 1972 року вона зібрала розрізнені автобіографічні есе чоловіка і опублікував їх під назвою «Пізня освіта».
1983 року в Лондоні, Мурхед помер. Похований на Хемпстедському кладовищі.